# Pyrinia sucronaria
Pyrinia sucronaria es una especie de polilla de la familia Geometridae. La especie fue descrita por primera vez por Charles Oberthür habiendo sido descrita en 1912, con distribución en Brasil. El holotipo de la especie fue descrita en el sector rural de la laguna de Sacuaresma, Río de Janeiro.